# Wang Yung-ching

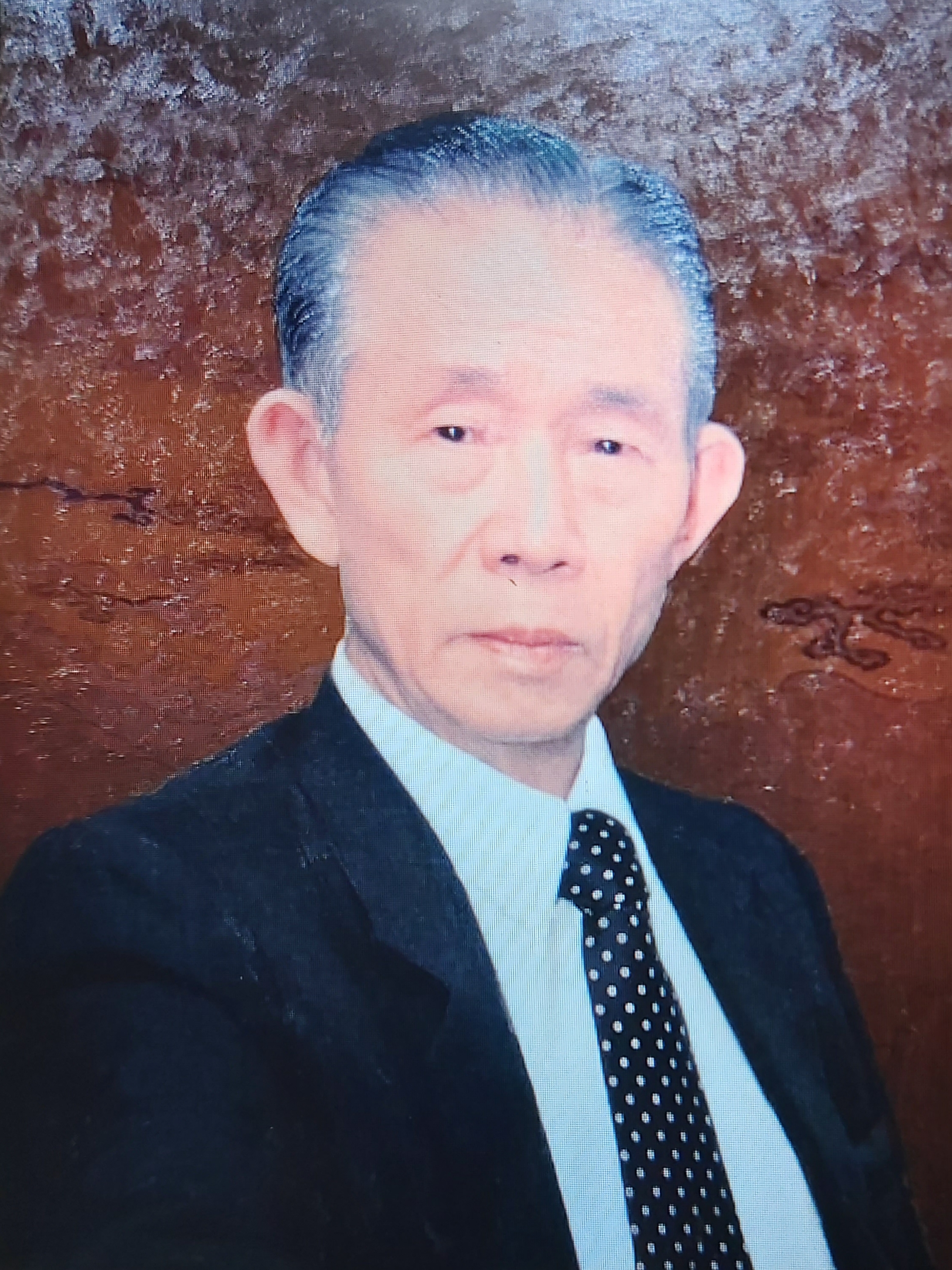
Wang Ying-ching

Wang Yung-ching (chinesisch 王永慶 / 王永庆, Pinyin Wáng Yǒngqìng, W.-G. Wang Yung-ch’ing), englisch häufig Y. C. Wang transkribiert (* 18. Januar 1917 in Xindan (heute Stadtteil von Neu-Taipeh), Taiwan; †  15. Oktober 2008 in Short Hills, New Jersey) war ein taiwanischer Unternehmer.

## Leben
Der aus einer armen Bauernfamilie stammende Wang verließ im Alter von 15 Jahren seinen Heimatort und begann (1932) in einem Geschäft für Reisverkauf in Chiayi zu arbeiten. 1933, im Alter von 16 Jahren, hatte er dort ein eigenes Reisgeschäft. 1955 gründete er Formosa Plastics Corporation und leitete das taiwanische Unternehmen bis 2006. Formosa Plastics Corporation entwickelte sich zu einem der größten Kunststoffproduzenten in der Welt.
Nach Angaben des US-amerikanischen Forbes Magazine gehörte Wang zu den reichsten Taiwanern und war 2005 in The World’s Billionaires gelistet.
Wang war in zwei Ehen verheiratet und hatte zwei Töchter und acht Söhne. Der älteste Sohn Winston Wang aus seiner zweiten Ehe gründete 2000 das Unternehmen Grace Semiconductor Manufacturing gemeinsam mit dem chinesischen Unternehmer Jiang Mianheng, dem Sohn des ehemaligen chinesischen Präsidenten Jiang Zemin. Eine Tochter Charlene Wang aus seiner zweiten Ehe gründete das Unternehmen First International Computer und eine weitere Tochter Cher Wang aus seiner zweiten Ehe gründete die Unternehmen High Tech Computer Corporation (HTC) und VIA Technologies.
Er starb am 15. Oktober 2008 im Alter von 91 Jahren.